# Bridget Breiner
Bridget Breiner (* 1974 in Connecticut, USA) ist eine amerikanische Tänzerin und Choreographin, die seit 1991 überwiegend in Deutschland lebt und arbeitet.

## Leben
Breiner erlernte zuerst Tanz an der Ballettschule Ballet Met in Columbus (Ohio). Im Alter von 17 Jahren ging sie nach München, um sich dort an der Heinz-Bosl-Stiftung weiter im Tanz ausbilden zu lassen. Ihr erstes Engagement war im Bayerischen Staatsballett, bevor sie 1996 Mitglied der Compagnie des Stuttgarter Balletts wurde. Dort wurde sie 2001 Erste Solistin. Von 2006 bis 2008 war sie Mitglied des Semperoper Balletts.
Breiner war seit 2008 Artist in Residence beim Stuttgarter Ballett, arbeitete jedoch seitdem auch als freischaffende  Choreographin. Von 2012 bis 2019 war sie Ballettdirektorin am Musiktheater im Revier in Gelsenkirchen. 2013 wurde ihre Arbeit Ruß – Eine Geschichte von Aschenputtel als Beste Choreographie mit dem Deutschen Theaterpreis Der Faust ausgezeichnet. 2015 erfuhr sie die gleiche Würdigung für das Stück Charlotte Salomon: Der Tod und die Malerin. 2019 wechselte Breiner als Ballettdirektorin und Chefchoreografin ans Badische Staatstheater Karlsruhe. Ab der Spielzeit 2024/25 leitet sie gemeinsam mit ihrem Kollegen Raphaël Coumes-Marquet das Ballett der Oper am Rhein.
Als Tänzerin hat Breiner in vielen Ländern gearbeitet und mit verschiedenen Choreographen  wie John Neumeier, David Dawson, Douglas Lee, Mauro Bigonzetti und Christian Spuck zusammengearbeitet.

## Werke
- Pretty please, could you dance for me? Fotos: Marcia Breuer, Textbeiträge: Bridget Breiner. Material-Verlag, Hamburg 2005, ISBN 3-938158-15-8.